# أوتفيل أن در ليمات
أوتفيل أن در ليمات (بالألمانية: Ötwil an der Limmat) هي بلدية سويسرية تتبع لمقاطعة ديتيكون في كانتون زيورخ. تبلغ مساحتها 2.76 كيلومتر مربع، ويقدر عدد سكانها بـ 2479 نسمة (حسب تعداد ديسمبر 2017).